# 艾伯特·沙茨
艾伯特·沙茨（英語：Albert Schatz，1920年2月2日—2005年1月17日）是链霉素的共同发现者之一。在过去这个发现通常被单独归功于沙茨的导师赛尔曼·A·瓦克斯曼。

## 早年和教育
沙茨生于康涅狄格州诺威奇，父母分别是俄国犹太人和英格兰人，他在农场度过了童年。后来沙茨从农学转学土壤学，在听了Jacob Joffe的课后，开始在罗格斯大学瓦克斯曼的实验室攻读研究生，后来在罗格斯获得了博士学位。

## 发现链霉素
沙茨只有微薄的补贴，住在大学温室的一个小房间中。1942年参军，成为迈阿密医院当助手，在那儿他目睹一些士兵因青霉素无法抑制的感染而死亡。这促使他从土壤细菌中寻找能抑制抗青霉素微生物生长的物质。他送了一些菌株给瓦克斯曼作进一步研究。
1943年沙茨因背部问题离开军队返回研究生院，在罗格斯大学库克学院瓦克斯曼的研究所继续研究。瓦克斯曼已进入提纯链霉素的最后阶段，在动物上做实验，并规划了分离的程序。根据沙茨的回忆，是他说服瓦克斯曼继续他在迈阿密医院开始的研究，并夜以继日的朝这方向努力。尽管条件并不舒适，沙茨还是在3个月内就分离出两株能够抑制抗青霉素微生物的放线菌。